# VTB-Arena
Die VTB-Arena (Eigenschreibweise: VTB Arena; russisch ВТБ Арена), auch Lew-Jaschin-Stadion, ist ein Fußballstadion mit angeschlossener Mehrzweckhalle im Norden der russischen Hauptstadt Moskau. Die sportlichen Hauptnutzer sind der Fußballverein FK Dynamo Moskau und der Eishockeyclub HK Dynamo Moskau.

## Geschichte
2008 wurde das 1928 eröffnete Dynamo-Stadion, Spielstätte des FK Dynamo, geschlossen und 2011 nicht komplett abgerissen. Das alte Mauerwerk im Westen wurde nicht abgerissen, dieses wurde restauriert und mit in die neue Architektur integriert, wo der Architekt durch ein Fabergé-Ei inspiriert war. Bis zur Fertigstellung der neuen Spielstätte ist der FK Dynamo in der Arena Chimki beheimatet. Die ersten Pläne stammen vom Architekt Erick van Egeraat aus dem Jahr 2010, noch vor der Vergabe der Fußball-Weltmeisterschaft 2018 an Russland. Diese sahen vor, innerhalb der alten Stadionmauern ein Fußballstadion (rund 45.000 Plätze) mit einem schließbaren Dach und einer angeschlossenen Mehrzweckhalle (12.770 Plätze) zu errichten. Die VTB-Arena ist Teil des Komplexes VTB-Arena-Park und wird ein Einkaufszentrum, ein Dynamo-Vereinsmuseum sowie eine große Tiefgarage bieten. Des Weiteren werden die beiden Arenen über V.I.P.-Logen und Cateringbereich mit Restaurants. Hinzu kommt auf Level 3 ein V.V.I.P.-Bereich mit eigenen Parkplätzen, separatem Eingang an der Moskauer Allee, eine Lobby mit Bar, eigenen Fahrstühlen mit direktem Zugang zum V.V.I.P.-Bereich und zwei Tagungsräume. Darüber hinaus soll es im VTB-Arena-Park ein Fünf-Sterne-Hotel, vier Bürogebäude, mehrere Wohnblöcke, ein Kongresszentrum sowie eine Sportakademie für den Gesamtverein Dynamo Moskau geben. Die neue VTB-Arena stand als möglicher Spielort auf der Liste der Bewerbung Russlands zur WM 2018. Die FIFA bevorzugte aber die Otkrytije Arena, das Stadion von Spartak Moskau, die schon im Oktober 2010 im Bau war. Zwischen 2011 und 2012 wurden die Pläne von MANICA Architecture überarbeitet, um sie an die neuen Gegebenheiten anzupassen. Größte Veränderung zur Kostensenkung waren die Reduzierung des Fassungsvermögens der Fußballarena auf unter 30.000 Plätze und der Wegfall des schließbaren Dachs sowie der Vereinfachung der Fassadenverkleidung. Zunächst wurde das französische Bauunternehmen Vinci Construction mit der Errichtung beauftragt. Im Juli 2014 übernahm das italienische Unternehmen Codest, nachdem im Mai des Jahres der Vertrag nach Streitigkeiten einvernehmlich aufgelöst.
Im September 2018 bestätigte das Kreditinstitut VTB den Sponsoringvertrag mit dem neuen Sportkomplex. Er läuft über vier Jahre bis zum 31. Juli 2022 und hat einen finanziellen Umfang von 2,4 Mrd. RUB (rund 32,1 Mio. Euro). Der Eröffnungstermin musste mehrmals verschoben werden, da die Bauarbeiten sich verzögerten. Zunächst plante man für den 22. Oktober 2017, dem Geburtstag von Dynamos Torhüterlegende Lew Jaschin. Zum späteren Termin Anfang 2018 sollte es ein Freundschaftsspiel gegen den FC Barcelona geben. Nun wollte man die Eröffnung im April 2018 feiern. Am 5. Juni 2018 war das letzte Vorbereitungsspiel der russischen Fußballnationalmannschaft vor der WM gegen die Türkei (1:1) angesetzt. Auch der neue Termin konnte wegen des zuvor anhaltenden Winterwetters nicht gehalten werden. Die Partie musste in die WEB Arena verlegt werden. Nun wurde der Eröffnungstermin des Stadions auf den 10. März 2019 gesetzt, wenn der FK Dynamo am 19. Spieltag der Premjer-Liga auf den Stadtrivalen Spartak Moskau trifft. Die Eishockeyarena wurde am 4. Januar mit einer Partie der Hausherren gegen Awtomobilist Jekaterinburg (2:0) vor 10.797 Zuschauern eröffnet. Die Veranstaltungshalle trägt den Namen Arkadi Tschernyschow Arena, nach dem langjährigen Dynamo-Spieler und -Trainer Arkadi Iwanowitsch Tschernyschow.
Am 17. Februar 2019 fand das All-Star-Game der Basketballliga VTB United League in der Mehrzweckarena statt.

## Fassungsvermögen
- Stadion:
  - 26.121 Plätze (Fußball)[14]
  - 33.000 Plätze (Konzert)
- Halle:
  - 10.800 Plätze (Eishockey)[12]
  - 12.245 Plätze (Basketball)[3]
  - 13.000 Plätze (Boxen)
  - 13.000 Plätze (Konzert, maximal)

## Galerie

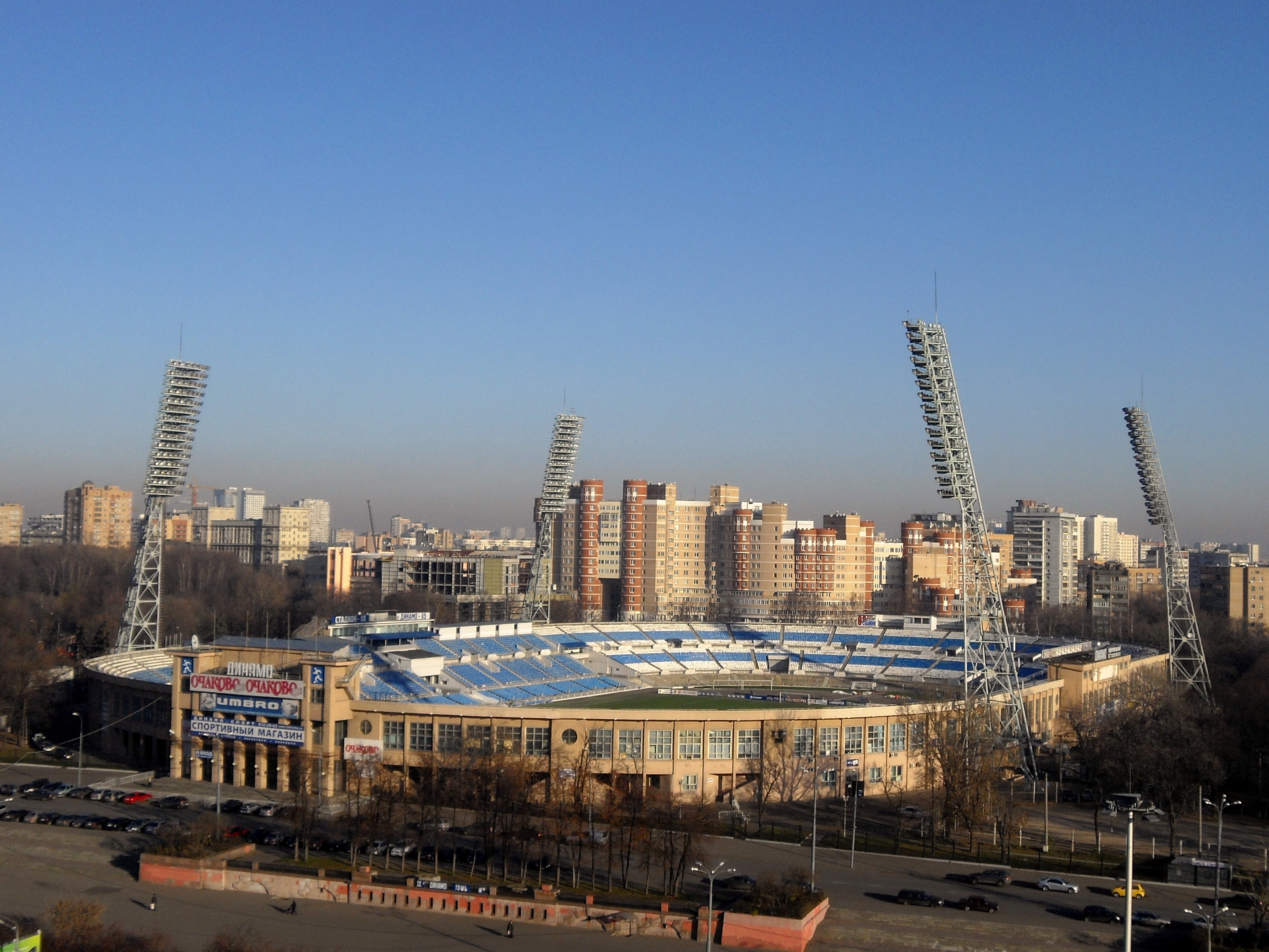
Das alte Dynamo-Stadion (November 2008)
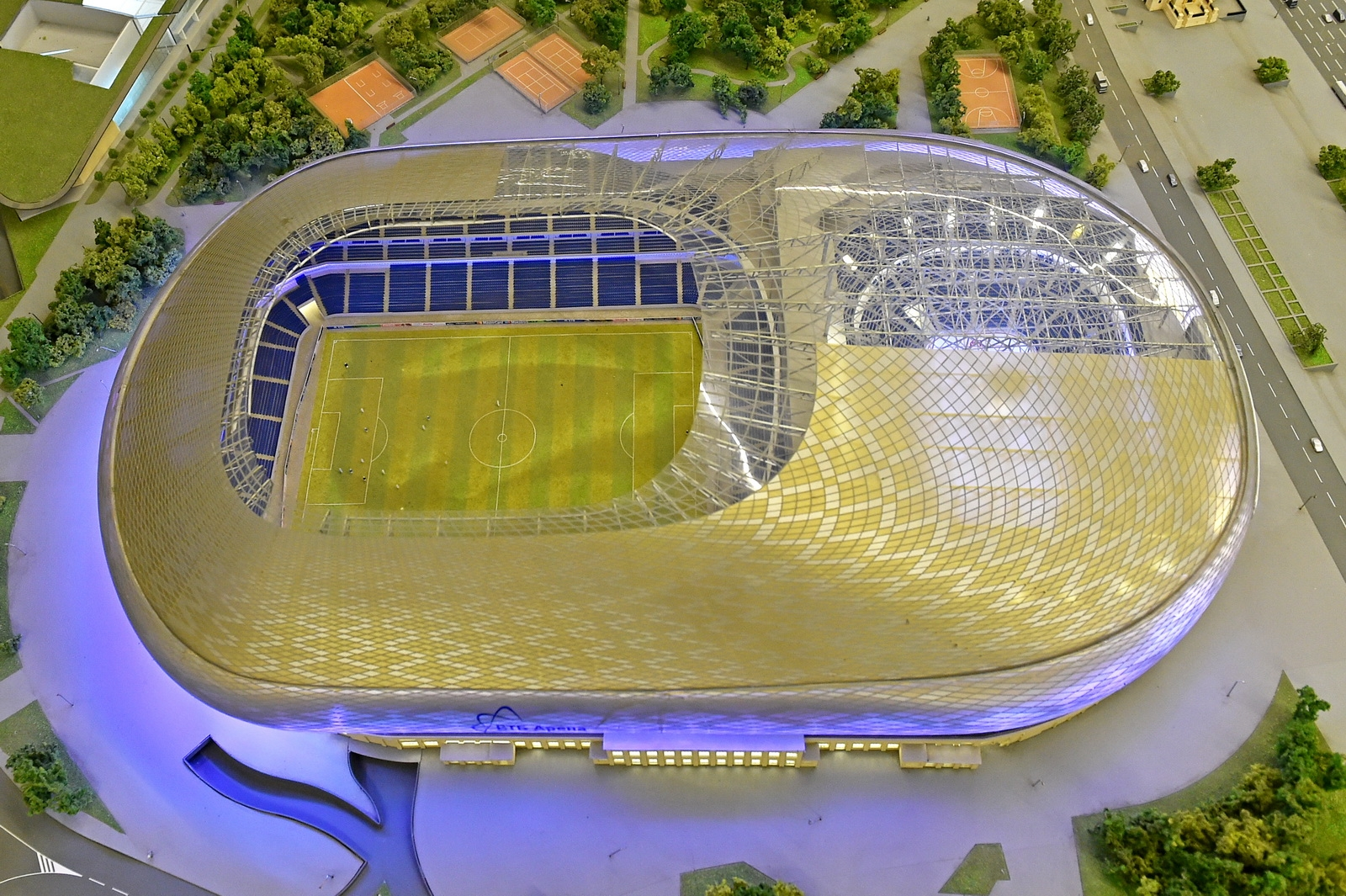
Modell der VTB-Arena
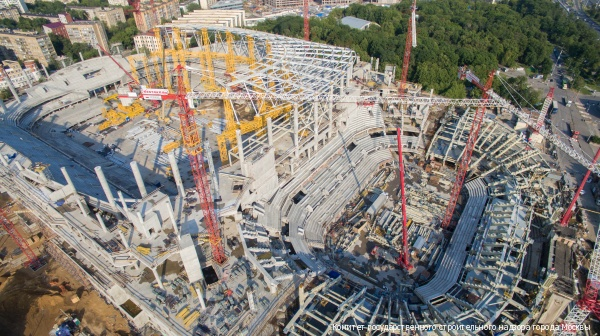
Die Baustelle im Juli 2016. Rechts die Halle und links das Stadion
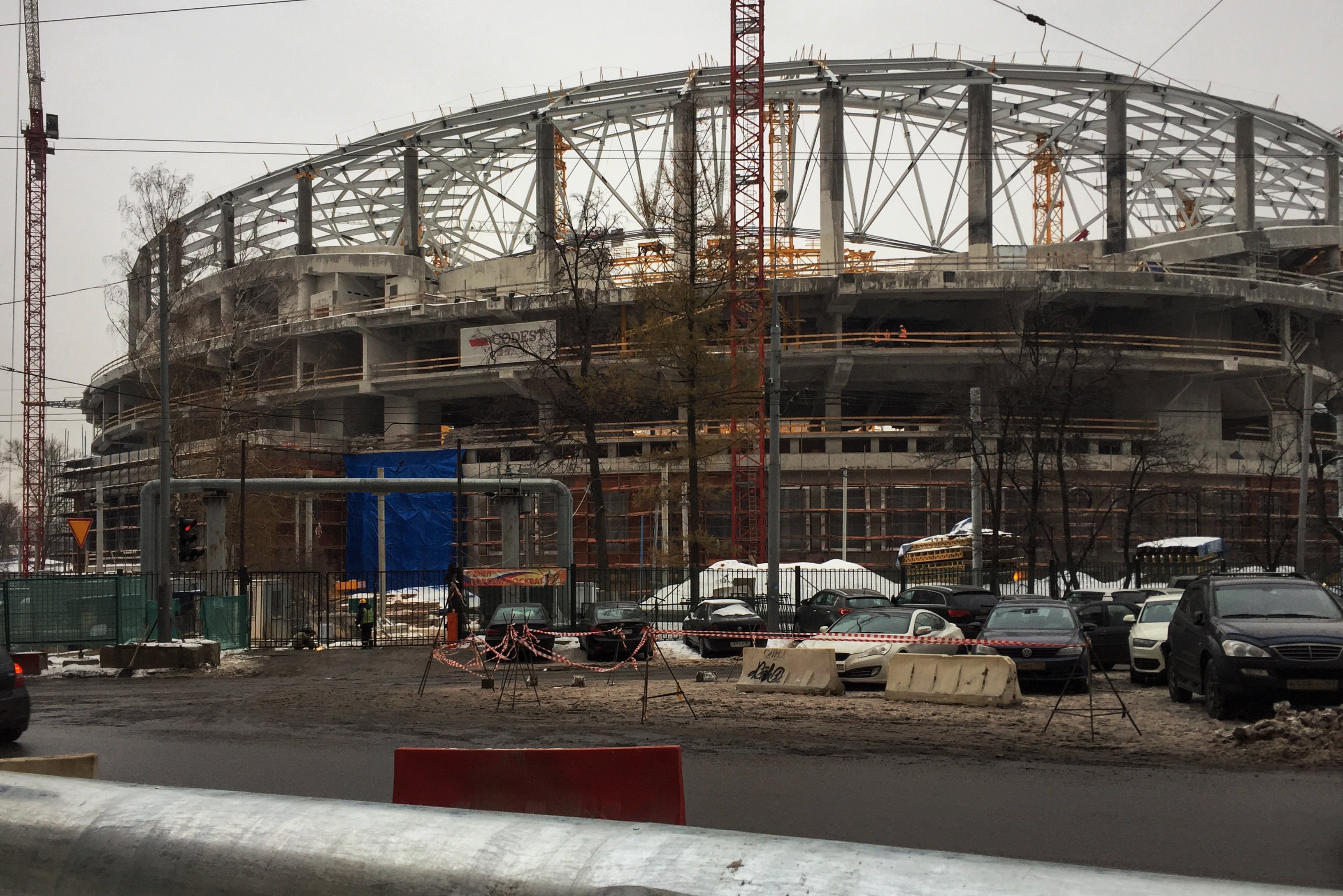
Baustelle im November 2016
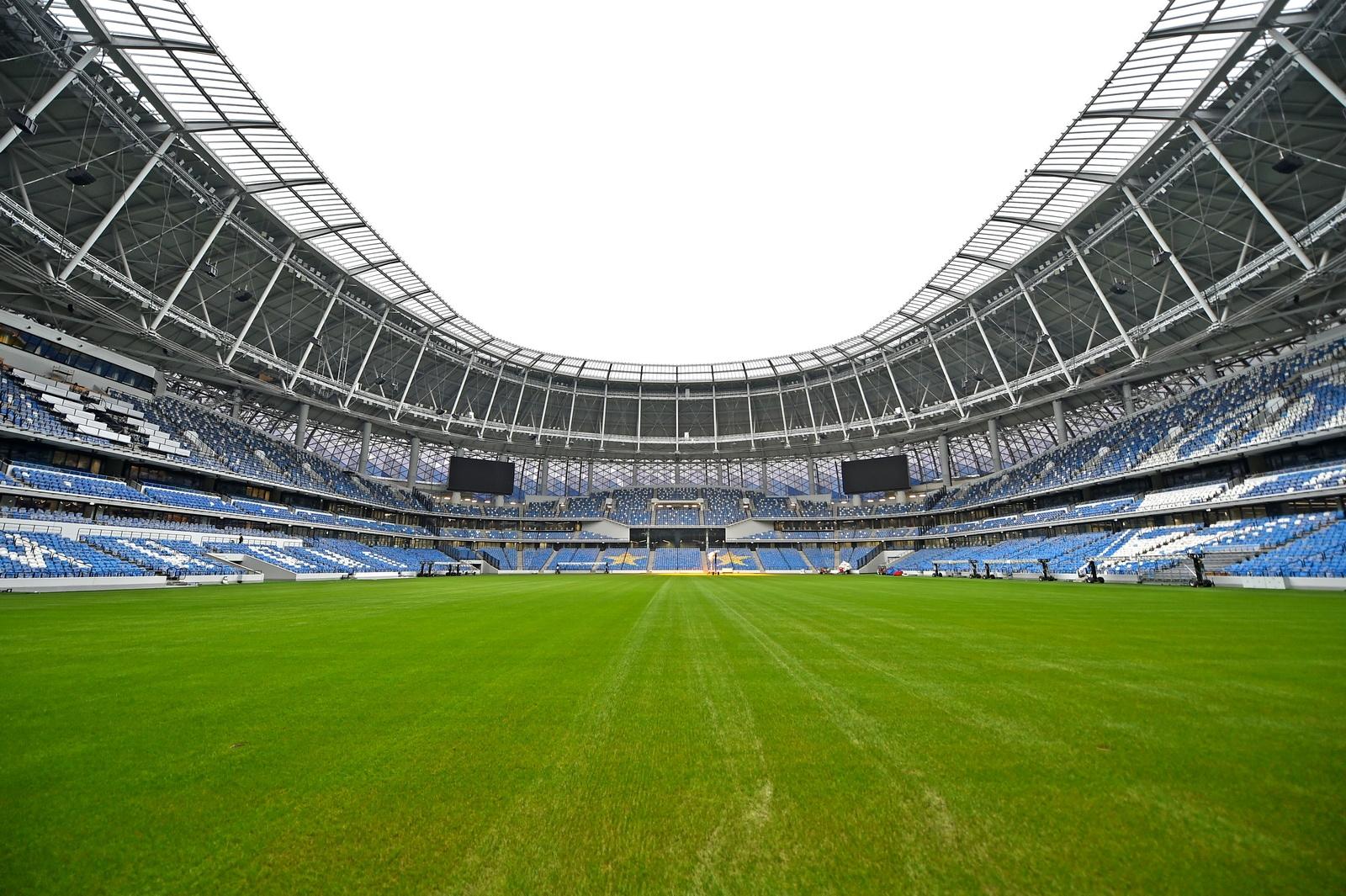
Innenansicht des Fußballstadions (Dezember 2018)
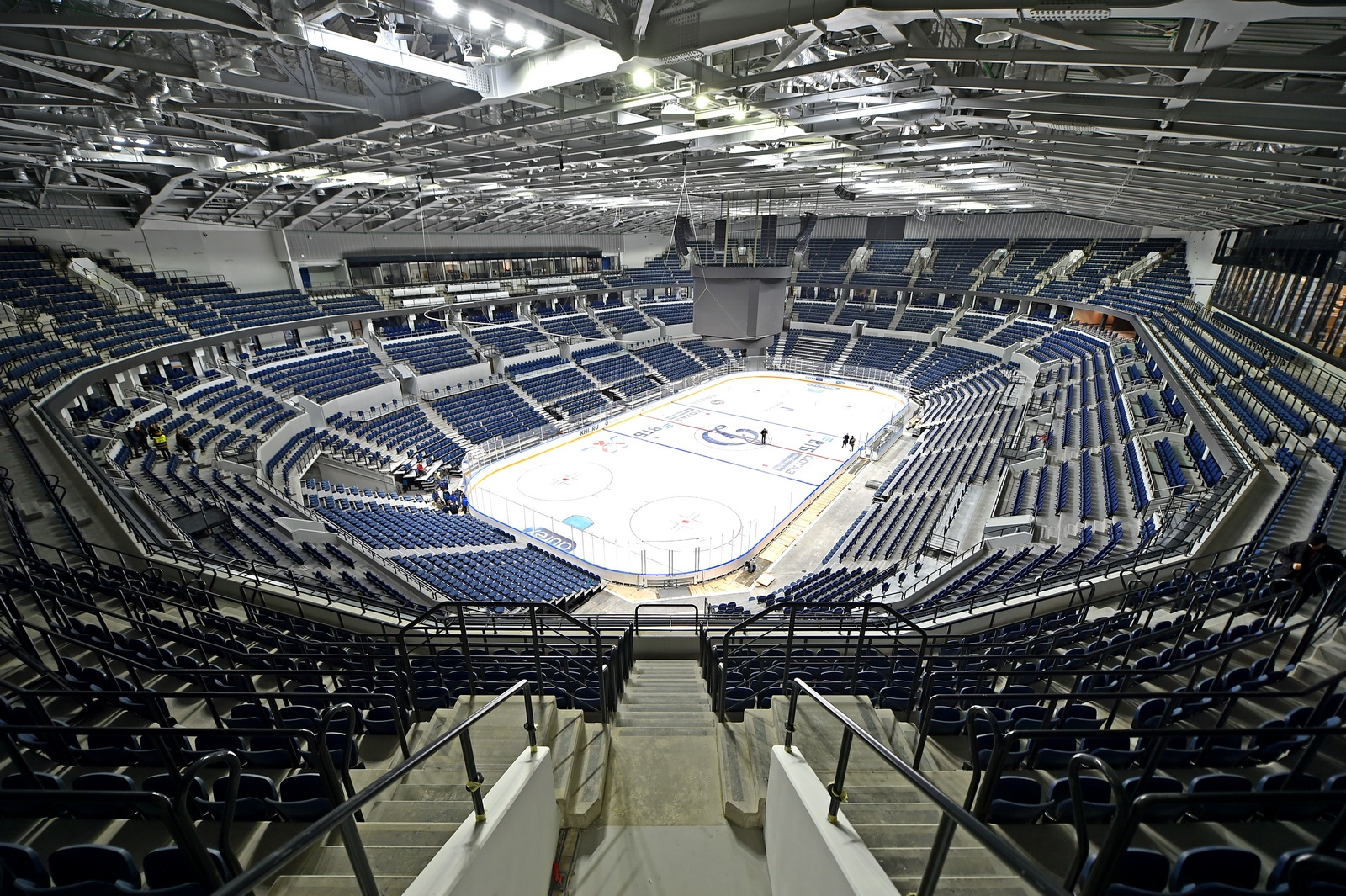
Innenraum der Mehrzweckarena mit Eisfläche (Dezember 2018)
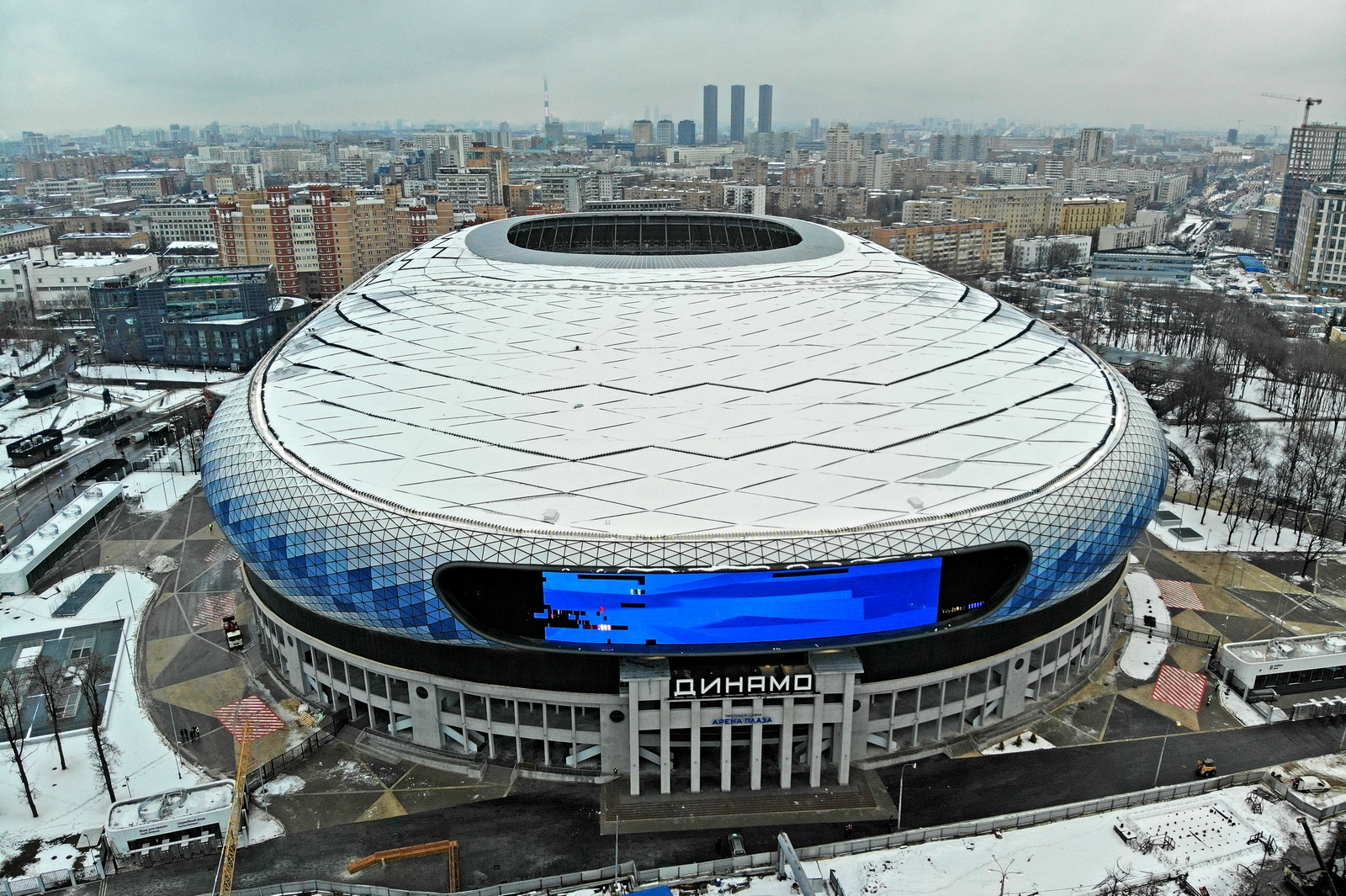
Außenansicht (Dezember 2018)
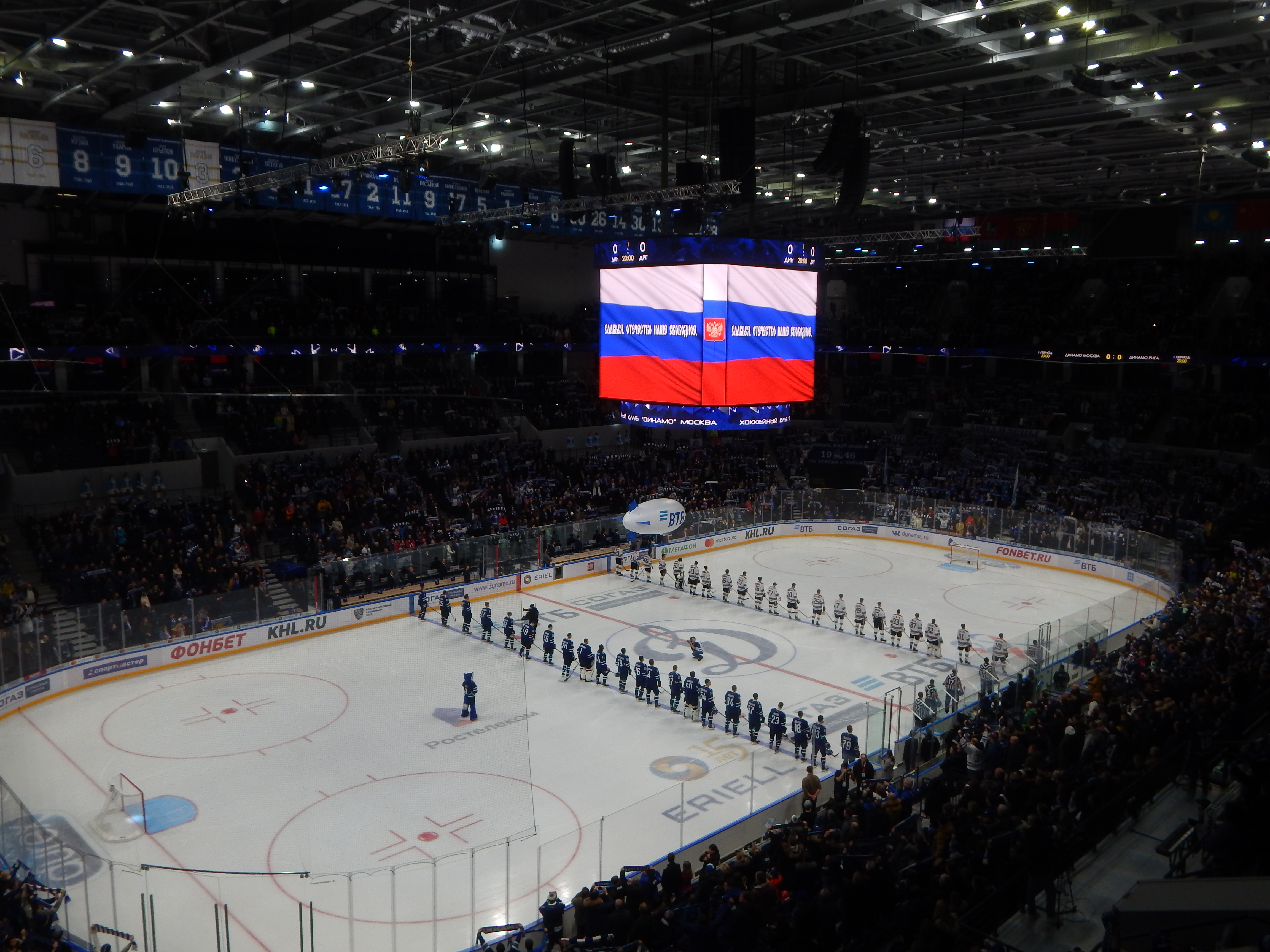
Partie der KHL zwischen Dynamo Moskau und Dinamo Riga am 6. Januar 2019